# Lee Kerslake

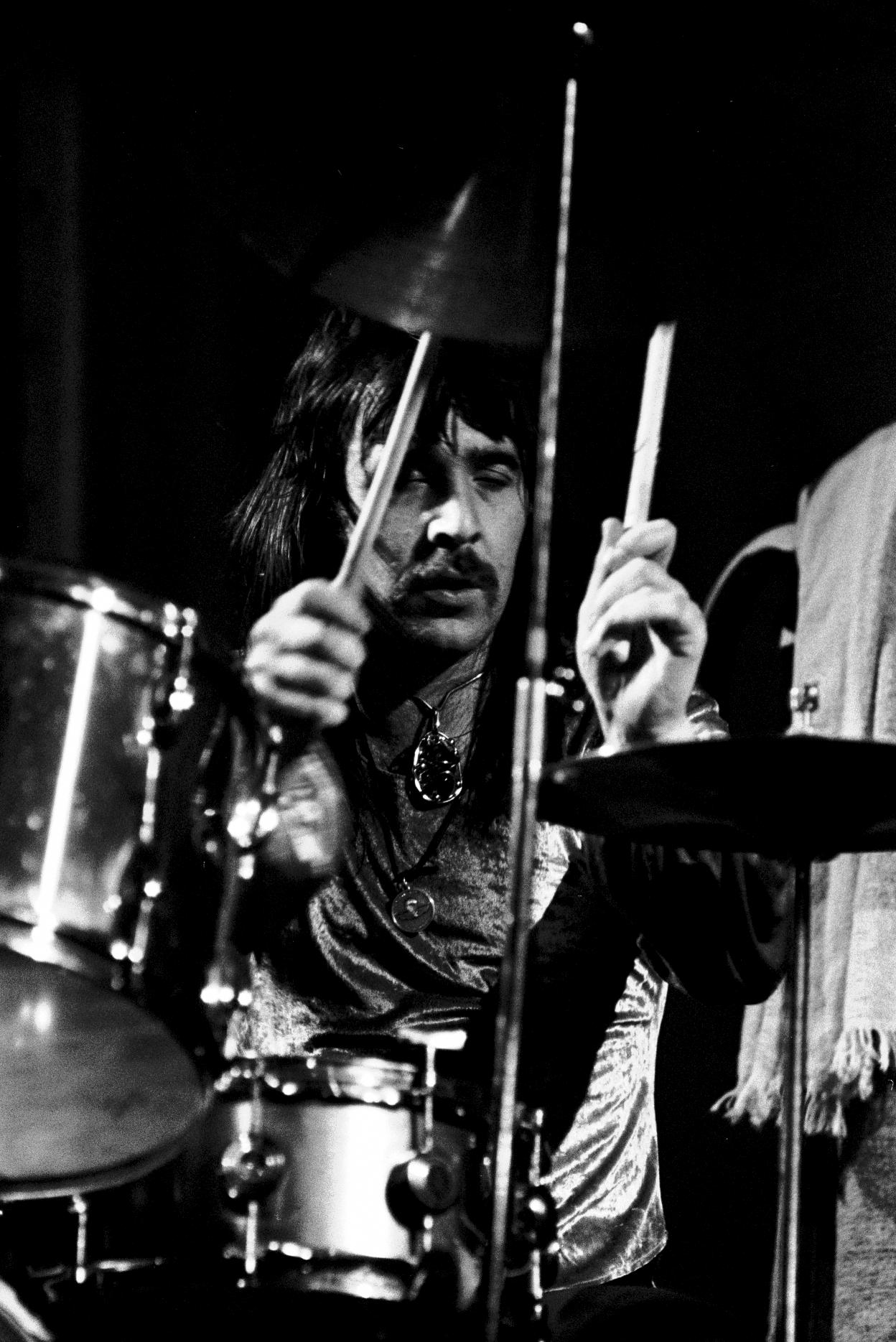
Lee Kerslake (1973)

Lee Kerslake (* 16. April 1947 in Bournemouth; † 19. September 2020) war ein britischer Schlagzeuger und Sänger. Er spielte viele Jahre bei der Band Uriah Heep.

## Leben
Kerslake stieß Ende 1971, nach einer LP mit der National Head Band, zu Uriah Heep, die in den ersten zwei Jahren ihres Bestehens alleine vier Schlagzeuger verbraucht hatten. Lee war der Wunschdrummer der Heep-Musiker. Ken Hensley hatte mit ihm schon in den Jahren 1968–1970 in den Bands The Gods, Head Machine und Toe Fat zusammen gearbeitet. Gemeinsam mit dem Bassisten Gary Thain bildete Lee in den Jahren des Aufstiegs das musikalische Rückgrat der Band, und er war der Schlagzeuger auf mehreren erfolgreichen Uriah-Heep-Alben. Für ihn wurde der Begriff „Body Drumming“ geprägt, weil er nicht nur mit Armen und Beinen zu spielen schien, sondern seinen gesamten Körper einsetzte. Oft war Kerslake bei Uriah Heep auch als Backgroundsänger zu hören.
Im Oktober 1979 verließ er die Band, kehrte jedoch im April 1982 wieder zurück. In dieser Zeit spielte er für Ozzy Osbourne, mit dem er unter anderem das Album Blizzard Of Ozz aufnahm. Später kam es zu gerichtlichen Auseinandersetzungen mit Ozzy Osbourne wegen der musikalischen Verwertungsrechte, die jedoch zu Gunsten von Ozzy Osbourne entschieden wurden.
2003 und 2004 war Kerslake Schlagzeuger des Projekts Living Loud, bei dem sich außerdem Gitarrist Steve Morse und Keyboarder Don Airey (beide von Deep Purple), Bassist und Songschreiber Bob Daisley (unter anderem ebenfalls Uriah Heep und Ozzy Osbourne) und Cold-Chisel-Sänger Jimmy Barnes beteiligten. Diese Supergroup spielte auf ihrem einzigen Album einige Songs aus der Zeit Kerslakes und Daisleys bei Ozzy Osbourne neu ein, so wie beide sich es bereits damals vorgestellt hatten, aber nicht umsetzen konnten.
Im Frühjahr 2007 gab Uriah Heep bekannt, dass sich Kerslake wegen seiner anhaltenden gesundheitlichen Probleme zurückgezogen habe. Kerslake spielte aber auch im Anschluss noch Schlagzeug, nun bei der Band Masters Project.
Am 15. Oktober 2015 spielte Kerslake gemeinsam mit Ken Hensley als Gast bei einem Uriah-Heep-Konzert in der Crocus City Hall in Moskau mit.
2015 wurde bei Kerslake Prostatakrebs diagnostiziert. Die Erkrankung wurde Ende 2018 öffentlich, da die Ärzte Kerslake nur noch acht Monate zu leben gaben und er zusätzlich gegen Knochenkrebs kämpfen musste. Am 14. Dezember 2018 trat er ein letztes Mal als Gast von Uriah Heep im Shepherd’s Bush Empire in London auf. Zudem schenkte ihm Ozzy Osbourne trotz jahrelanger Differenzen zwei Platin-Schallplatten für die Mitwirkung an den Alben Blizzard of Ozz und Diary of a Madman, da dies ein Wunsch Kerslakes war.
Er starb am 19. September 2020 im Alter von 73 Jahren an den Folgen seiner Krebserkrankung.

## Diskografie
Soloalbum :
- 2021: Eleventeen

Mit The Gods:
- 1968: Genesis
- 1969: To Samuel a Son

Mit Head Machine:
- 1970: Orgasm

Mit Toe Fat:
- 1970: Toe Fat

Mit National Head Band:
- 1971: Albert 1 Presenting National Head Band

Mit Uriah Heep:
- 1972: 
Demons and Wizards
- 1972: The Magician’s Birthday
- 1973: Uriah Heep Live
- 1973: Sweet Freedom
- 1973: Wonderworld
- 1975: Return to Fantasy
- 1976: High and Mighty
- 1977: Firefly
- 1977: Innocent Victim
- 1978: Fallen Angel
- 1982: Abominog
- 1983: Head First
- 1985: Equator
- 1989: Raging Silence
- 1991: Different World
- 1995: Sea of Light
- 1998: Sonic Origami

Mit Ken Hensley:
- 1973: Proud Words on a Dusty Shelf

Mit David Byron:
- 1975: Take No Prisoners

Mit Ozzy Osbourne:
- 1980: Blizzard of Ozz
- 1981: Diary of a Madman

Mit Living Loud:
- 2004: Living Loud

Mit Berggren Kerslake Band:
- 2014: The Sun Has Gone Hazy